# ÖSV-Neunfachsieg am Patscherkofel
Am 21. Dezember 1998 gewann das Herren-Skiteam Österreichs den Super-G des alpinen Skiweltcups am Patscherkofel in Innsbruck-Igls, indem es die ersten neun Plätze belegte. Weder zuvor, noch danach konnte ein Skiteam einen solchen Erfolg erreichen.

## Ausgangslage
Der Super-G sollte ursprünglich am Whistler Mountain stattfinden. Aufgrund dessen Nähe zum Pazifik herrscht dort im Dezember allerdings oft Schlechtwetter, weshalb das Rennen abgesagt werden musste. Da dies auch in den zwei Jahren davor so war, wurde Whistler Mountain nach 1998 ganz aus dem Veranstaltungskalender des alpinen Ski-Weltcups gestrichen und sollte erst wieder 2008 zurückkehren. Als Ersatzrennen wurde der Super-G am Patscherkofel eingeschoben. Allerdings sah es lange so aus, dass auch dieses Rennen aufgrund starken Nebels abgesagt werden würde. Der Österreichische Skiverband bemühte sich jedoch, dass das Rennen stattfinden konnte, und verließ sich dabei auf eine Wetterprognose, die eine brauchbare Wettersituation kurz nach Mittag voraussagte. Als diese eintraf, fand das Rennen mit etwas Verspätung statt.

## Resultat
| Platz       | Nation | Name                  | Zeit        | Rückstand |
| ----------- | ------ | --------------------- | ----------- | --------- |
| 01          | AUT    | Hermann Maier         | 1:23,52 min | 00,00     |
| 02          | AUT    | Christian Mayer       | 1,24:28 min | +0,76     |
| 03          | AUT    | Fritz Strobl          | 1,24:29 min | +0,77     |
| 04          | AUT    | Stephan Eberharter    | 1,24:31 min | +0,79     |
| 05          | AUT    | Rainer Salzgeber      | 1:24,32 min | +0,80     |
| 06          | AUT    | Hans Knauß            | 1:24,33 min | +0,81     |
| 07          | AUT    | Patrick Wirth         | 1:24,39 min | +0,87     |
| 08          | AUT    | Andreas Schifferer    | 1:24,43 min | +0,91     |
| 09          | AUT    | Werner Franz          | 1:24,48 min | +0,96     |
| 10          | NOR    | Lasse Paulsen         | 1:24,53 min | +1,01     |
| 11          | NOR    | Kjetil André Aamodt   | 1:24,93 min | +1,41     |
| 12          | ITA    | Alessandro Fattori    | 1:24,98 min | +1,46     |
| 13          | SWE    | Fredrik Nyberg        | 1:25,00 min | +1,48     |
| 14          | NOR    | Lasse Kjus            | 1:25,02 min | +1,50     |
| 14          | SWE    | Patrik Järbyn         | 1:25,02 min | +1,50     |
| 16          | AUT    | Josef Strobl          | 1:25,11 min | +1,59     |
| 16          | SUI    | Paul Accola           | 1:25,11 min | +1,59     |
| 18          | AUT    | Christoph Gruber      | 1:25,28 min | +1,76     |
| 19          | SUI    | Steve Locher          | 1:25,30 min | +1,78     |
| 20          | SUI    | Didier Défago         | 1:25,35 min | +1,83     |
| 21          | USA    | Daron Rahlves         | 1:25,40 min | +1,88     |
| 22          | NOR    | Kenneth Sivertsen     | 1:25,43 min | +1,91     |
| 23          | SUI    | Didier Cuche          | 1:25,50 min | +1,98     |
| 24          | GER    | Stefan Stankalla      | 1:25,58 min | +2,06     |
| 25          | SUI    | Jürg Grünenfelder     | 1:25,64 min | +2,12     |
| 26          | FRA    | Frédéric Marin-Cudraz | 1:25,75 min | +2,23     |
| 27          | SUI    | Bruno Kernen          | 1:25,76 min | +2,24     |
| 28          | GER    | Andreas Ertl          | 1:25,77 min | +2,25     |
| 29          | GER    | Tobias Barnerssoi     | 1:25,94 min | +2,42     |
| 30          | ITA    | Luca Cattaneo         | 1:26,15 min | +2,63     |
| Quelle: FIS |        |                       |             |           |

## Siegerfoto
Die Österreicher, Ende der 1990er Jahre die dominante Nation im alpinen Skisport, hatten bereits die ersten acht Plätze belegt, als Fritz Strobl mit Startnummer 45 auf Platz 3 fuhr. Da damit keiner mehr gerechnet hatte, hatten die Fotografen bereits alle das Sensationssiegerfoto mit den ersten Acht geschossen. Als Fritz Strobl ins Ziel kam, war Werner Franz (Platz 9 in der Endwertung), aufgrund einer starken Verkühlung bereits abgereist. Aus diesem Grund konnte damals kein offizielles Siegerfoto geschossen werden, auf dem alle neun Österreicher gleichzeitig abgebildet sind. Erst zehn Jahre später, am 21. Dezember 2008, wurde dieses Siegerfoto im Rahmen einer Jubiläumsfeier am Patscherkofel nachgestellt.